# 李秉灝
李秉灝（生年不詳—卒年不詳），江蘇常州府武進縣（今屬常州市）人。清朝政治人物。

## 生平
嘉慶十四年（1809年）中式己巳恩科二進士。榜名李錦。官至內閣中書。曾任《欽定平定教匪紀略》校對官。